# 拉茹帕布永
拉茹帕布永（法語：L'Ajoupa-Bouillon，法語發音：[laʒupa bujɔ̃]）是法国海外省马提尼克的一个市镇，属于拉特里尼泰区。

## 地理
拉茹帕布永（14°49'29"N, 61°6'52"W）面积12.3 平方千米，位于法国海外省马提尼克。
与拉茹帕布永接壤的市镇（或旧市镇、城区）包括：巴斯潘特、勒洛兰、勒莫讷鲁日、勒普雷舍、圣皮埃尔。
拉茹帕布永的时区为UTC−04:00（大西洋时区）。

## 行政
拉茹帕布永的邮政编码为97216，INSEE市镇编码为97201。

## 政治
拉茹帕布永的现任市长为莫里斯·邦泰（Maurice Bonté）先生，任期为2020-2026年。

## 人口

1962-2008年间拉茹帕布永人口变化图示

拉茹帕布永于2022年1月1日时的人口数量为1693人。